# Jumellea recurva
Jumellea recurva är en orkidéart som först beskrevs av Louis Marie Aubert Du Petit-Thouars, och fick sitt nu gällande namn av Rudolf Schlechter. Jumellea recurva ingår i släktet Jumellea och familjen orkidéer. Inga underarter finns listade i Catalogue of Life.